# Camargo kommun, Tamaulipas
Camargo är en kommun i Mexiko.   Den ligger i delstaten Tamaulipas, i den centrala delen av landet, 800 km norr om huvudstaden Mexico City. Antalet invånare är 17 587. Arean är 937 kvadratkilometer.
Terrängen i Camargo är platt.
Följande samhällen finns i Camargo:
- Camargo
- Comales
- López y Nuevo Cadillo
- El Azúcar